# Fernanda Mazzelli
Fernanda Mazzelli Almeida Maio (Guarapari, 27 de setembro de 1988) é uma lutadora de Jiu-Jitsu e política brasileira. É vereadora da sua cidade natal e atleta da equipe Striker Jiu-Jitsu, com conquistas nacionais na modalidade, além de já ter conquistado o Campeonato Mundial de Jiu-Jitsu da IBJJF em 2012, 2015 e 2016.

## Biografia
Após ballet, natação e voleibol, Fernanda Mazzelli começou a praticar Jiu-Jitsu, aos 11 anos de idade, quando se interessou pela modalidade praticada pela irmã e pela prima. O primeiro instrutor de Mazzelli foi Flavio “Dente” Ferreira, que lecionava em Guarapari.[carece de fontes?]
Posteriormente, Thiago de Oliveira foi instrutor de Fernanda em todas as graduações até a faixa-preta, quando Mazzelli recebeu no pódio do Campeonato Brasileiro, no dia 10 de maio de 2008, depois de ganhar no peso e na divisão absoluta. Com uma ligada ao esporte, Fernanda concluiu o curso de educação física na Universidade de Vila Velha.
Mazzelli também seguiu os passos do avô, Oswaldo Epaminondas de Almeida, na política. Ele havia sido o primeiro prefeito de Guarapari e ela se filiou ao PSD (Partido Social Democrata), elegendo-se vereadora de sua cidade natal.